# Bjørn Bergvall
Bjørn Bergvall (Oslo, 13 febbraio 1939) è un ex velista norvegese.

## Palmarès

### Olimpiadi
- 1 medaglia:
  - 1 oro (Roma 1960 nella classe Flying Dutchman)